# Cantón de Pau-2
El cantón de Pau-2 (cantón n.º 19, Pau-2 en francés) es una división administrativa francesa del departamento de los Pirineos Atlánticos creado por Decreto n.º 2014-148, artículo 20.º, del 25 de febrero de 2014 y que entró en vigor el 22 de marzo de 2015, con las primeras elecciones departamentales posteriores a la publicación de dicho decreto.

## Historia
Con la aplicación de dicho Decreto, los cantones de Pirineos Atlánticos pasaron de 52 a 27.
La capital (Bureau centralisateur) está en Pau.

## Composición
El cantón de Pau-2 está formada por la comuna de  Idron (una de las seis comunas del desaparecido cantón de Pau-Este) y la parte de la comuna de Pau situada al este de una línea definida por el eje de las vías y límites siguientes: desde el límite territorial de la comuna de Buros, pasando por la avenida de Buros, avenida del Lobo, calle de Jean Moulin, calle de Léon Jouhaux, bulevar Tourasse, avenida del Lobo, avenida de Honoré Baradat, calle de Jean Jaurès, calle de Anatole France, avenida del Lobo, calle de Jean-Jacques de Monaix, avenida de las Lilas, avenida de Rousse, paseo de Morlàas, avenida de Blé Moullé, avenida del Mariscal Leclerc, rotonda de Yitzhak Rabin, avenida de Alfred Nobel, hasta el límite territorial de la comuna de Bizanos.
| Comuna | Código INSEE | Superficie (km²) | Población (2012) | Densidad (hab/km²) | Distrito | Cantón anterior |
| ------ | ------------ | ---------------- | ---------------- | ------------------ | -------- | --------------- |
| Idron  | 64269        | 7,78             | 4272             | 548,5              | Pau      | Pau-Este        |

En 2012, la población total del nuevo cantón era de 24104 habitantes.